# 周鼎二
周鼎二 （37 Com / 后发座37）是后发座的一颗恒星，光谱型为G9III C。
又名BD+31 2434，HD 112989、SAO 63288、HR 4924，是后髮座的一颗恒星，视星等为4.9，位于銀經95.6，銀緯85.86，其B1900.0坐标为赤經12h 55m 29.3s，赤緯+31° 85.86′ 28″。